# Jeunesse (film, 1940)
Pour les articles homonymes, voir Jeunesse (homonymie).
Pour plus de détails, voir Fiche technique et Distribution.
Jeunesse (Young People) est un film américain réalisé par Allan Dwan, sorti en 1940.

## Fiche technique
- Titre original : Young People
- Titre français : Jeunesse
- Réalisation : Allan Dwan
- Scénario : Edwin Blum et Don Ettlinger d'après leur histoire originale
- Décors : Richard Day et Rudolph Sternad
- Décorateur de plateau : Thomas Little
- Costumes : Gwen Wakeling et Sam Benson (non crédité)
- Photographie : Edward Cronjager et Arthur C. Miller
- Montage : James B. Clark
- Musique : Cyril J. Mockridge (non crédité)
- Production : Harry Joe Brown
- Société de production et de distribution : Twentieth Century Fox
- Pays d'origine : États-Unis
- Langue : Anglais
- Format : Noir et blanc - 35 mm - 1,37:1 - Son : mono  (Western Electric Mirrophonic Recording)
- Genre : Drame
- Durée : 79 minutes
- Dates de sortie :
  - États-Unis : 23 août 1940 (New York)
  - États-Unis : 30 août 1940 (sortie nationale)

## Distribution
- Shirley Temple : Wendy Ballantine
- Jack Oakie : Joe Ballentine
- Charlotte Greenwood : Kit Ballentine
- Arleen Whelan : Judith
- George Montgomery : Mike Shea
- Kathleen Howard : Hester Appleby
- Minor Watson : Dakin
- Frank Swann : Fred Willard
- Frank Sully : Jeb
- Mae Marsh : Maria Liggett
- Sarah Edwards : Mme Stinchfield
- Irving Bacon : Otis
- Charles Halton : Modérateur
- Arthur Aylesworth : Portier
- Olin Howland : Chef de gare
- Billy Wayne : Manager
- Harry Tyler : Dave
- Darryl Hickman : Tommy
- Shirley Mills : Mary Ann
- Diane Fisher : Susie
- Robert J. Anderson : Jerry Dakin